# Meglisalp

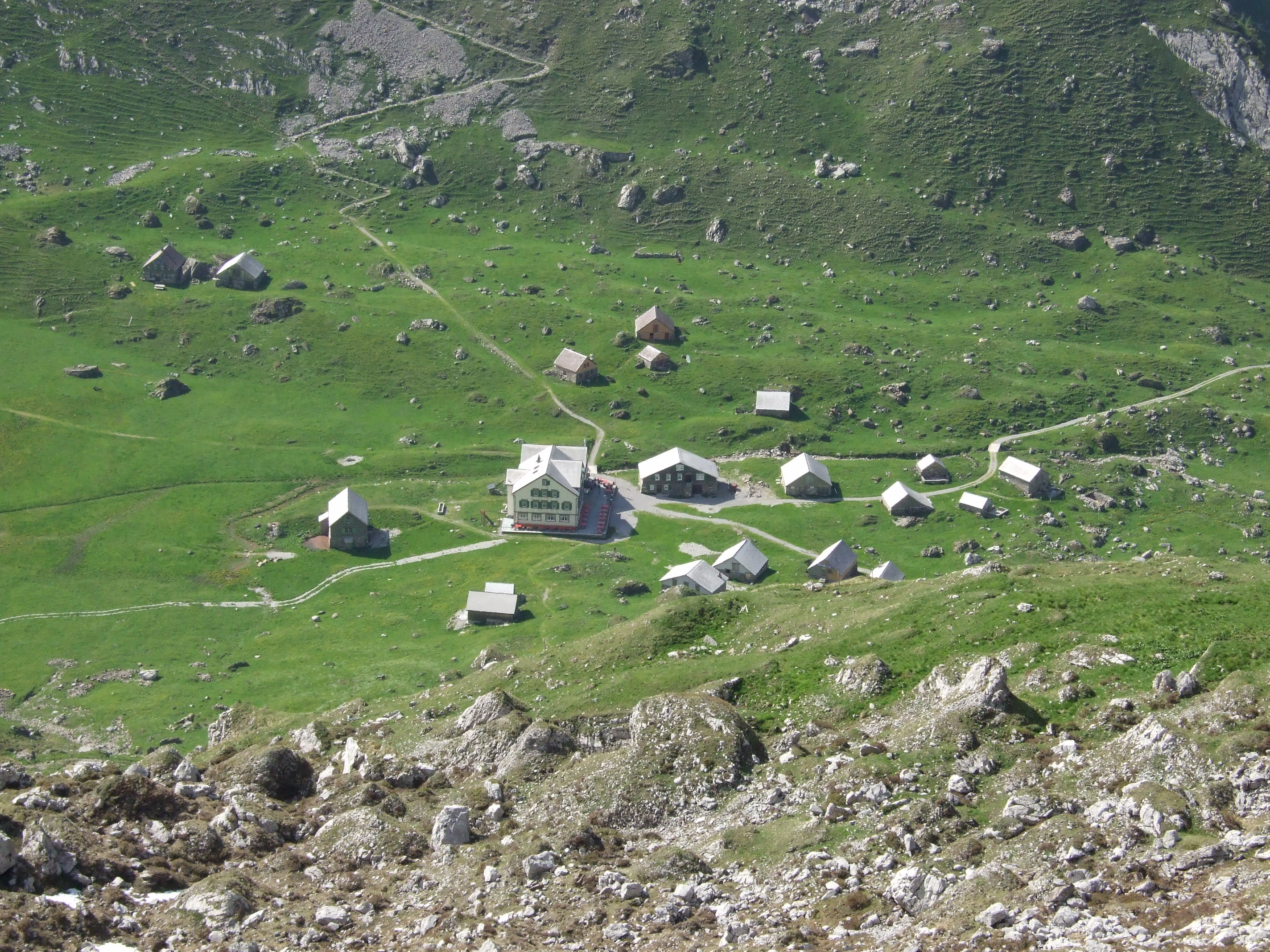
Die Meglisalp im Mai 2007

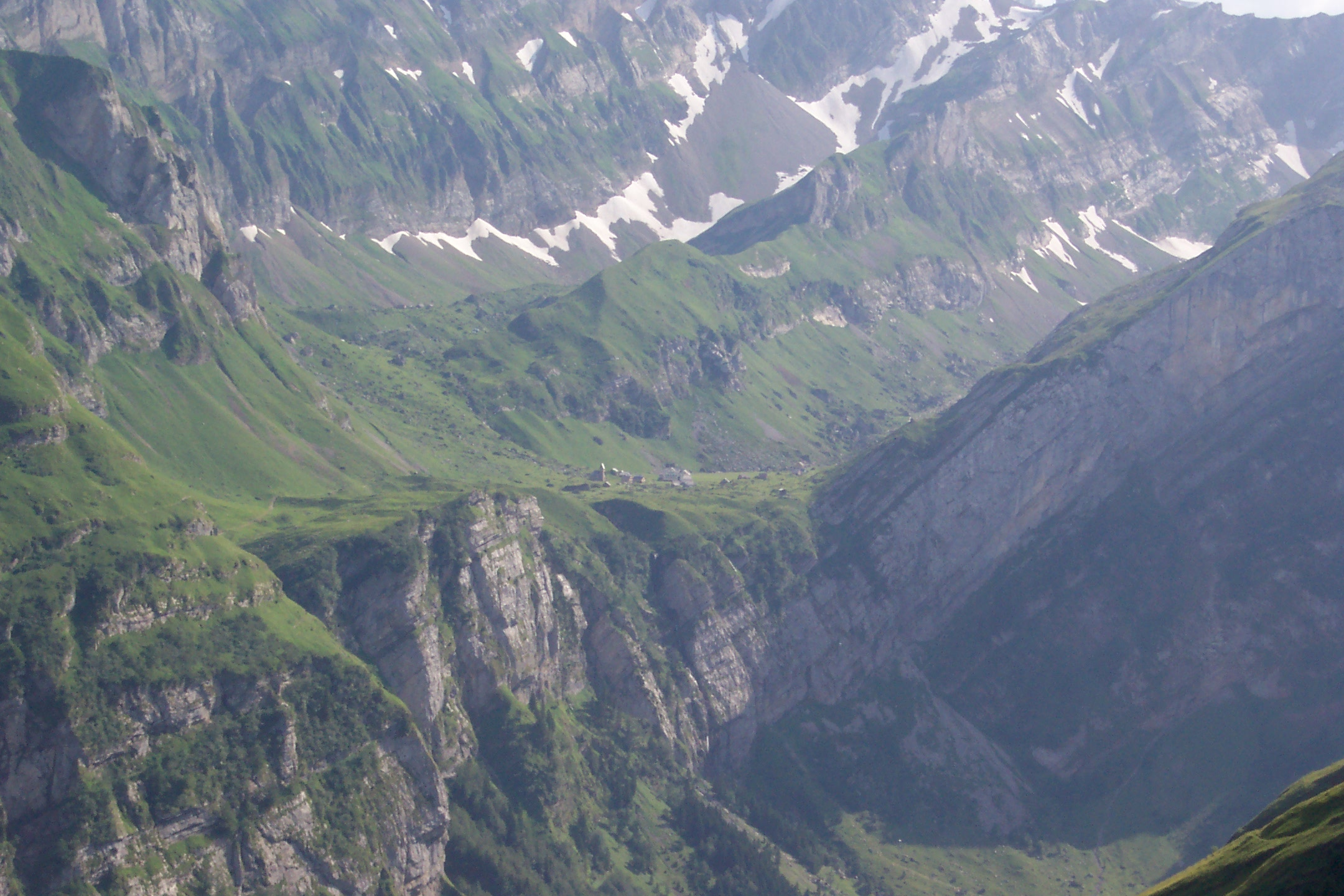
Die Meglisalp im Juli 2006, Sicht von der Ebenalp

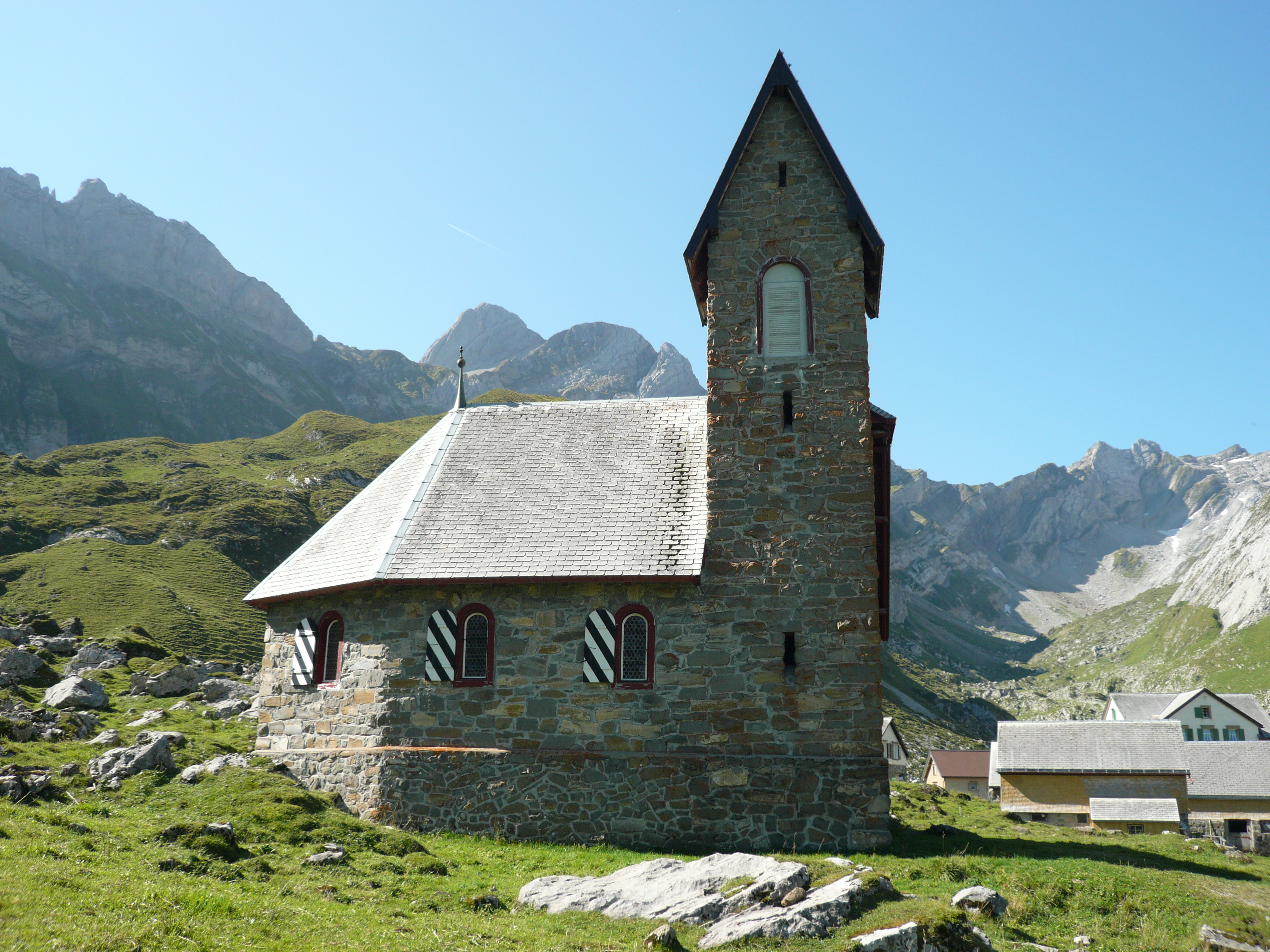
Die Kapelle

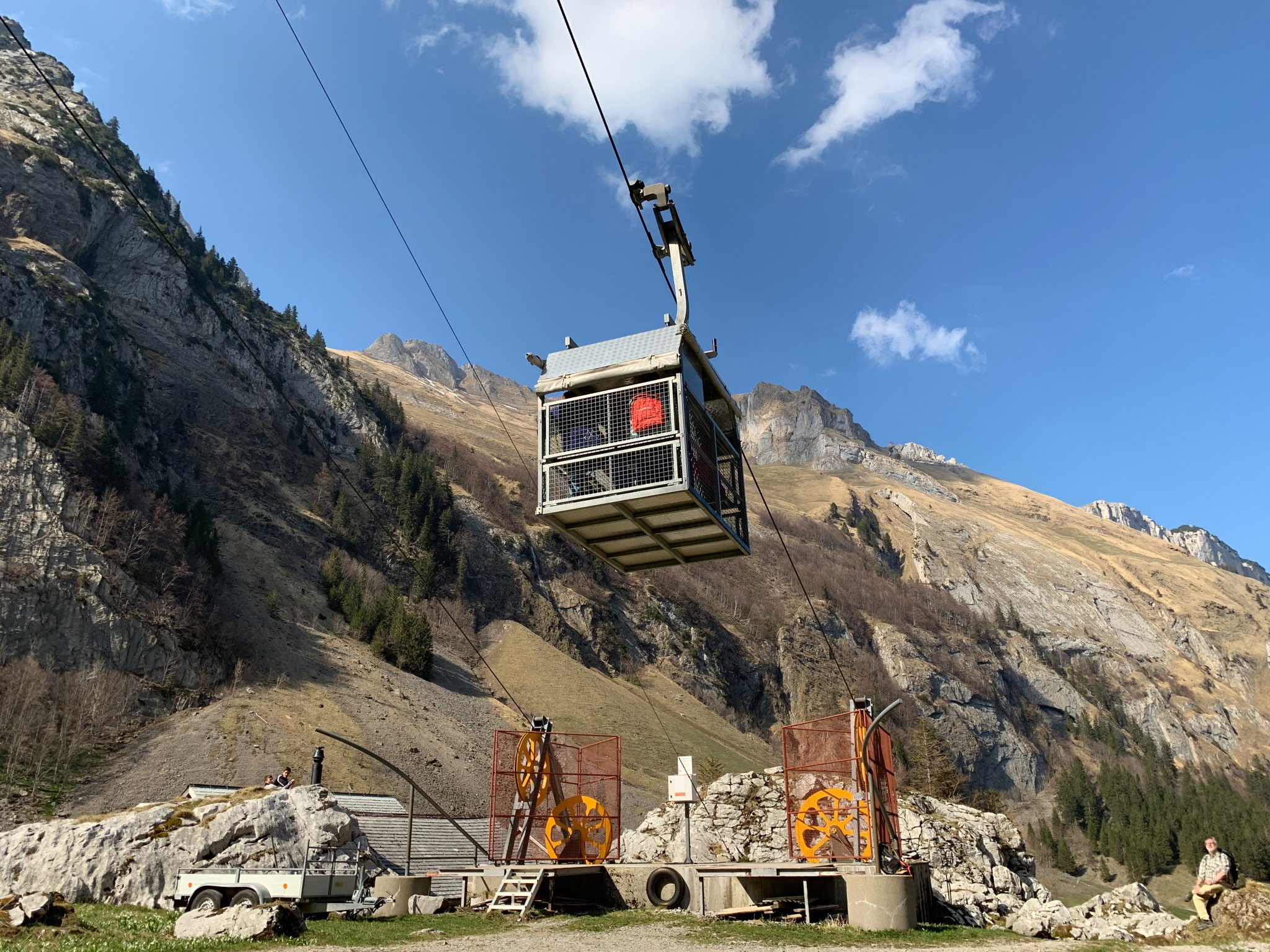
Pendelbahn von der Seealp auf die Meglisalp im Personentransport (nur für Werksverkehr)

Die Meglisalp ist eine Alpsiedlung im Schweizer Kanton Appenzell Innerrhoden. Sie liegt auf 1517 m ü. M. in einer flachen Mulde im Alpsteingebiet östlich des Säntis. Im lokalen Dialekt sagt man [megli'salp]. Die Alp ist schon im Mittelalter belegt (1071 Megelinsalpa, ca. 1280 Megilins alpe). Die Meglisalp ist im Sommer ein beliebtes Ausflugsziel und kann u. a. von Wasserauen über den Seealpsee erreicht werden. Neben dem Berggasthaus Meglisalp gehört auch eine Kapelle zur Siedlung.

## Geschichte
Die erste Erwähnung der Meglisalp als Megelinsalpa findet sich in einer Urkunde von 1071, ausgestellt vom St. Gallener Abt Nortbert (1034–1072). Zwischen 1646 und 1870 wurden mehrere neue Gebäude auf der Alp errichtet, darunter 1861 ein erstes kleines Gasthaus. 1862 kaufte Josef Anton Dörig das Gasthaus, welches er bis zu seinem Tod 1909 betrieb. 1898 ersetzte Dörig das primitive Gebäude durch das noch heute bestehende Gasthaus Meglisalp. Das gesamte Baumaterial musste von Wasserauen auf die Meglisalp getragen werden. Zusammen mit der SAC-Sektion St. Gallen baute Dörig die Wanderwege der Umgebung der Alp und den Zugang von der Alp Seealp aus. 1880 entstand eine Schutzhütte auf halbem Weg zwischen der Alp Seealp und der Meglisalp.
Der Ingenieur Johann Ulrich Deutsch erhielt 1897 eine Konzession des Bundes für den Bau einer Zahnradbahn zwischen Wasserauen und Meglisalp. Zusätzlich zum Endbahnhof der Zahnradbahn war eine Talstation für eine Luftseilbahn auf den Säntis geplant. Doch die Zahnradbahn konnte aufgrund von Finanzierungsschwierigkeiten nie realisiert werden, der Säntis wurde erst zwischen 1933 und 1935 mit der Luftseilbahn Schwägalp–Säntis von der Schwägalp aus erschlossen. Eine kleine Kapelle mit Namen «Maria zum Schnee» wurde im Rahmen des Projekts 1905 auf der Alp errichtet. Auch die Idee eines Personenlifts 1937 konnte nicht realisiert werden. Nach wie vor ist die Meglisalp nur zu Fuss zu erreichen. 1952 wurde eine Materialseilbahn errichtet, die die Versorgung der Alp mit Material und Lebensmitteln sicherstellte. 1999 wurde die Materialseilbahn durch eine einseilige Pendelbahn ersetzt. Diese dient primär für den Warentransport, ist aber auch für den Transport von maximal vier Personen zugelassen. Die Luftseilbahn hat eine Schräge Länge von 705 Metern und überwindet eine Höhendifferenz von 345 Metern. Die Förderleistung beträgt 26 Personen pro Stunde.